# Cuatecontla
Cuatecontla är en ort i Mexiko.   Den ligger i kommunen Chinantla och delstaten Puebla, i den sydöstra delen av landet, 160 km sydost om huvudstaden Mexico City. Cuatecontla ligger 1 192 meter över havet och antalet invånare är 206.
Terrängen runt Cuatecontla är kuperad åt sydost, men åt nordväst är den platt. Runt Cuatecontla är det ganska glesbefolkat, med 31 invånare per kvadratkilometer. Närmaste större samhälle är Acatlán de Osorio, 19,0 km öster om Cuatecontla. I omgivningarna runt Cuatecontla växer huvudsakligen savannskog.